# Joseph Salomo Delmedigo

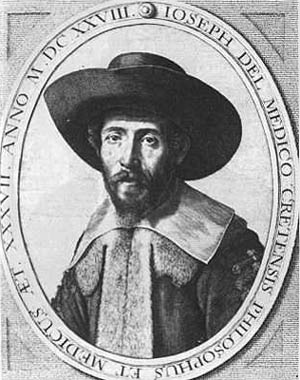
Joseph del Medico Cretensis, Philosophus et Medicus. Porträt aus Sefer Elim 1629.

Joseph Salomo Delmedigo (auch Josef Schelomo ha Rofe, Akronym JaSchaR; geboren 16. Juni 1591 in Kandia; gestorben 16. Oktober 1655 in Prag) war ein jüdischer Arzt, Rabbi, Philosoph, Mathematiker und Astronom.

## Leben
Delmedigo wurde 1591 in Kandia auf Kreta als Sohn des Rabbi Eljiah Delmedigo geboren. Die Familie Delmedigo war eine aschkenasische Gelehrtenfamilie, die aus Deutschland nach Kreta ausgewandert war. Gemäß der Familientradition erfuhr Delmedigo eine gründliche jüdische Ausbildung in Kreta und eine klassische in Italien. Er studierte an der Universität von Padua Astronomie und Mathematik unter anderen auch bei Galileo. Er hatte gleichzeitig Kontakt mit dem venezianischen Rabbiner Leone da Modena, der ihn offensichtlich stark beeinflusst hatte.
1613 schloss er sein Studium in Padua ab und kehrte nach Kreta zurück. Er praktizierte als Arzt und begann mit der Sammlung für sein enzyklopädisches Werk Ya’ar ha-Lebanon. Schon nach kurzer Zeit (1616) verließ er seine eben erst geheiratete Frau und Kreta für immer.
Seine Wanderschaft führte ihn vorerst nach Kairo, wo er sich mit Mathematik befasste und mit karaitischem Gedankengut auseinandersetzte. Von Kairo zog er nach Konstantinopel. Auch hier kam er mit karaitischen Exponenten zusammen und lernte einige Verfechter der Kabbala kennen. Er zog weiter nach Polen-Litauen und wurde in Wilna für einige Zeit Leibarzt des Fürsten Christoph Radziwiłł. Nach fünf Jahren Aufenthalt in Polen-Litauen zog Delmedigo weiter nach Westeuropa.
Über Hamburg und Glückstadt erreichte er 1628 Amsterdam, wo bei Menasse ben Israel 1629 sein erstes Buch Sefer Elim gedruckt wurde, das auch Einfluss auf den jungen Spinoza hatte. In Amsterdam arbeitete er als Prediger und Lehrer in der Gemeinde Beth Israel. Im Jahr 1630 übersiedelte er nach Frankfurt am Main, der damals größten jüdischen Gemeinde Deutschlands. Es sollte sein längster und ruhigster Aufenthalt seit seiner Abreise aus Kreta werden. Er wurde zum offiziellen Stadtarzt der jüdischen Gemeinde ernannt und übte diese Funktion bis zu seinem Wegzug 1645 nach Prag aus. Über die letzten zehn Jahre seines Lebens ist nur wenig bekannt. Joseph Salomo Delmedigo starb im Herbst 1655 und wurde im Alten Jüdischen Friedhof begraben.

## Werke (Auswahl)
- Ya’ar Levanon (Der Wald von Libanon), unvollendet.
- Sefer Elim, Amsterdam 1629.
- Sefer Ma’ayan Gannim, Amsterdam 1629 (Odessa 1864).
- Sefer Ta’alumot Hokhmah, Basel-Hanau 1629–1631.